# Der Saurüssel
Der Saurüssel, Mühlviertler Landbote war eine unabhängige Mühlviertler Zeitschrift, die quartalsweise in einer Auflage von ca. 1.000 Stück erschien. Sie wurde 1984 gegründet und 1993 eingestellt.
Das Gebiet Saurüssel, von dem sich der Name ableitet, ist ein Berg, der von Linz aus kommend überwunden werden muss, um ins Obere Mühlviertel zu gelangen. Der Untertitel wurde in bewusster Anlehnung an die 1834, also 150 Jahre zuvor von Georg Büchner gegründete erste sozialistische Kampfschrift, den Hessischen Landboten, von Bernhard Heindl eingebracht.
Im Saurüssel erschienen Beiträge zu Regionalpolitik, Regionalgeschichte, Frauenemanzipation, Träumen, Landwirtschaft, Ernährung und Gesundheit, weiters philosophisch-theologische Spekulationen, Gedichte, Tauschvermittlungen, Überregionales und Informationen zum Umweltschutz.
Herausgeber war der Verein VEROM, die Redaktion hatte Brigitte Menne inne.